# Route 341 (Terre-Neuve-et-Labrador)
Pour les articles homonymes, voir Route 341.
La route 341 est une route tertiaire de la province de Terre-Neuve-et-Labrador, située dans le nord-est de l'île de Terre-Neuve. Elle est une route moyennement empruntée[évasif], connectant la route 340 à Lewisporte ainsi qu'au traverser vers le Labrador. Route alternative de la route 340, elle est nommée Main Street et Laurenceton Road, mesure 25 kilomètres, et est une route asphaltée sur l'entièreté de son tracé.

## Tracé
La 341 débute sur la route 340, 11 kilomètres au nord de la sortie 23 de la Route Transcanadienne. Elle se dirige vers le nord pendant 3 kilomètres, traversant Lewisporte, puis courbe vers l'ouest pour suivre la baie des Exploits. Elle continue vers l'ouest pendant 18 kilomètres, puis elle se termine sur un cul-de-sac à Laurenceton.

## Attrait
- Museum Bay The Bay

## Communautés traversées
- Lewisporte
- Brown's Arm
- Laurenceton